# Cantón de Château-Gontier-Este
El cantón de Château-Gontier-Este era una división administrativa francesa, que estaba situada en el departamento de Mayenne y la región de Países del Loira.

## Composición
El cantón estaba formado por cuatro comunas, más una fracción de la comuna que le daba su nombre:
- Azé
- Château-Gontier (fracción)
- Fromentières
- Ménil
- Saint-Fort

## Supresión del cantón de Château-Gontier-Este
En aplicación del Decreto nº 2014-209 de 21 de febrero de 2014, el cantón de Château-Gontier-Este fue suprimido el 22 de marzo de 2015 y sus 5 comunas pasaron a formar parte; cuatro del nuevo cantón de Azé y la fracción de la comuna que le daba su nombre pasó a formar parte del nuevo cantón de Château-Gontier.